# Louis O. Kelso
Louis Orth Kelso (* 12. April 1913 in Denver; † 17. Februar 1991 in San Francisco) war ein amerikanischer Nationalökonom. Er entwickelte das Instrument der Mitarbeiterbeteiligung durch Aktien (ESOP), welches insbesondere bei amerikanischen Unternehmen verbreitet ist.
Zusammen mit Mortimer Adler verfasste er mehrere Bücher, die den Employee Stock Ownership Plan zur Demokratisierung des Kapitalbesitzes propagierten.
Kelso schlug ein Modell des „universellen Kapitalismus“ vor, in dem der Besitz an Produktionskapital möglichst breit gestreut ist. Nach Kelso soll vom Ideal der Vollbeschäftigung abgerückt werden. Stattdessen sollen die Körperschafts- und Erbschaftssteuern abgeschafft und Wohlstand durch Aktienbesitz verwirklicht werden.
1971 gründete er die Kelso & Company, die Unternehmen bei Übernahmen unter Beteiligung von ESOPs beraten sollte. Später entwickelte sich daraus eine Private-Equity-Gesellschaft.

## Werke
- Mortimer Adler, Louis O. Kelso: The Capitalist Manifesto, 1958
- Mortimer Adler, Louis O. Kelso: The New Capitalists: A Proposal to Free Economic Growth from the Slavery of Savings, 1961
- Louis O. Kelso, Patricia Hetter: Jeder hat ein Recht auf Kapital: Die Kelso-Theorie. Econ Verlag, Düsseldorf 1971, ISBN 3-430-15320-4.